# Cole Bassett
Cole Bassett, né le 28 juillet 2001 à Littleton, est un joueur de soccer américain qui joue au poste de milieu de terrain aux Rapids du Colorado en MLS.

## Biographie

### En club
Né à Littleton, dans le Colorado, Bassett rejoint l'académie des Rapids du Colorado en 2017 en provenance du Rush du Colorado. Un an plus tard, le 10 août 2018, Bassett signe son premier contrat professionnel avec les Rapids en tant que Homegrown Player. Il fait ses débuts pour le club le 8 septembre contre les Timbers de Portland.
Lors des saisons 2020 et 2021, ses performances sont remarquées et elles lui valent une première convocation en équipe nationale. En janvier 2022, c'est cependant le Feyenoord Rotterdam qui est attiré par le jeune américain qui rejoint le club d'Eredivisie dans le cadre d'un prêt de dix-huit mois avec option d'achat. Malgré la clause concernant la durée du prêt, Bassett est rappelé par les Rapids du Colorado le 13 août 2022, après huit rencontres sous le maillot du Feyenoord, afin d'être immédiatement prêté au Fortuna Sittard pour la saison 2022-2023. Selon Tom Bogert, rédacteur sur le site officiel de la Major League Soccer, cette transaction entre dans le cadre d'une recherche de temps de jeu en Eredivisie pour Bassett qui continue néanmoins d'intéresser le Feyenoord Rotterdam qui conserve l'option d'achat liée au prêt initial. Mais les attentes placées en Bassett ne sont pas atteintes puisqu'il ne participe qu'à onze parties avec le Fortuna Sittard avec lequel il connaît seulement trois titularisations. Il est alors rappelé par les Rapids du Colorado le 18 novembre 2022 en vue de la saison 2023 de MLS.

### En sélection
Cole Bassett est international avec l'équipe américaine des moins de 20 ans, ayant été sélectionné par Anthony Hudson pour une série de matchs amicaux en janvier 2020.
Le 1er mars 2021, il est retenu dans la pré-liste de trente-et-un joueurs pour le tournoi pré-olympique masculin de la CONCACAF 2020 avec les moins de 23 ans, mais Bassett n'est pas retenu dans la liste finale de vingt joueurs.

## Statistiques
| Saison                | Club                                   | Championnat           | Championnat | Championnat | Coupe(s) nationale(s) | Coupe(s) nationale(s) | Compétition(s) continentale(s) | Compétition(s) continentale(s) | Compétition(s) continentale(s) | Séries | Séries | États-Unis | États-Unis | Total | Total |
| Saison                | Club                                   | Division              | M.          | B.          | M.                    | B.                    | Comp.                          | M.                             | B.                             | M.     | B.     | M.         | B.         | M.    | B.    |
| 2018                  | Rapids du Colorado                     | MLS                   | 6           | 1           | 0                     | 0                     | LCC                            | 0                              | 0                              | -      | -      | -          | -          | 6     | 1     |
| 2019                  | Rapids du Colorado                     | MLS                   | 20          | 2           | 1                     | 0                     | -                              | -                              | -                              | -      | -      | -          | -          | 21    | 2     |
| 2020                  | Rapids du Colorado                     | MLS                   | 15          | 5           | -                     | -                     | -                              | -                              | -                              | -      | -      | -          | -          | 15    | 5     |
| 2021                  | Rapids du Colorado                     | MLS                   | 32          | 5           | -                     | -                     | -                              | -                              | -                              | 1      | 0      | 1          | 1          | 34    | 6     |
| 2023                  | Rapids du Colorado                     | MLS                   | 0           | 0           | 0                     | 0                     | -                              | -                              | -                              | -      | -      | -          | -          | 0     | 0     |
| Sous-total            | Sous-total                             | Sous-total            | 73          | 13          | 1                     | 0                     | -                              | 0                              | 0                              | 1      | 0      | 1          | 1          | 76    | 14    |
| 2019                  | Switchbacks de Colorado Springs (prêt) | USLC                  | 1           | 0           | -                     | -                     | -                              | -                              | -                              | -      | -      | -          | -          | 1     | 0     |
| 2021-2022             | Feyenoord Rotterdam (prêt)             | Eredivisie            | 7           | 0           | 0                     | 0                     | C4                             | 0                              | 0                              | -      | -      | -          | -          | 7     | 0     |
| 2022-2023             | Feyenoord Rotterdam (prêt)             | Eredivisie            | 1           | 0           | 0                     | 0                     | -                              | -                              | -                              | -      | -      | -          | -          | 1     | 0     |
| Sous-total            | Sous-total                             | Sous-total            | 8           | 0           | 0                     | 0                     | -                              | 0                              | 0                              | -      | -      | -          | -          | 8     | 0     |
| 2022-2023             | Fortuna Sittard (prêt)                 | Eredivisie            | 10          | 0           | 1                     | 1                     | -                              | -                              | -                              | -      | -      | -          | -          | 11    | 1     |
| Total sur la carrière | Total sur la carrière                  | Total sur la carrière | 92          | 13          | 2                     | 1                     | -                              | 0                              | 0                              | 1      | 0      | 1          | 1          | 96    | 15    |